# Calendário iorubá
O calendário iorubá (Kojoda) inicia o ano de 3 junho a 2 junho do ano seguinte. De acordo com este calendário, o ano 2008 do Gregoriano é o ano e uma era de 10063 aC. da cultura iorubá. Entretanto, segundo Paula Gomes, Embaixadora Cultural do alafim de Oió, tal calendário do ano 10.050 trata-se de especulação diaspórica, pois tal ano é culturalmente desconhecido entre os iorubas, não havendo nenhuma comemoração com base nesta data. Sobre o verdadeiro calendário iorubá, o Axá Orixá Alafim de Oió publicou newsletter n.6, junho de 2015.  
Asa Orixá Alafim de Oió publicou vídeo no qual Chief Sangodare Ajala, sacerdote de Xangô em Oxobô, esclarece que o ano novo ioruba tem início com a colheita do inhame, e isto varia de um local para outro; também publicou newsletter sobre o tema.

## Semana de 4 dias
A semana iorubá tradicional tem quatro dias. Os quatro dias que são dedicados aos orixás como segue: 
- Dia 1 é dedicado a Obatalá (Sapaná, Iami, e o Egungum)
- Dia 2 é dedicado a Orumilá (Exu e Oxum)
- Dia 3 é dedicada a Ogum (Oxóssi)
- Dia 4 é dedicado a Xangô (Oiá)

Para conciliar com o calendário gregoriano, o povo iorubá também mede o tempo em sete dias por semana e quatro semanas por mês. O calendário de quatro dias foi dedicado à Orixás e o calendário sete dias é para fazer negócios
Os sete dias são: Ojô-Aicu (Domingo), Ojô-Ajé (Segunda-feira), Ojô-Ixegum (Terça-feira), Ojô-Riru (Quarta-feira), Ojô-Bo/Alamici (Quinta-feira), Ojô-Eti (Sexta-feira) e Ojô-Abametá (Sábado).
O tempo é medido em ixeju (minutos), uacati (horas), ojó (dias), oxé (semanas), oxu (meses) e odum (anos). Existem 60 (ogotá) ixeju em 1 (ocã) uacati; 24 (merinlelogum) uacati em 1 ojó; 7 (mejê) ojó em 1 oxé; 4 (merim) oxé em  1 oxu e 52 (ejileladotá) oxé em 1 (ocã) odum. Existem 12 (mejilá) oxu em 1 (ocã) odum.

## Exemplos de calendários
Cojodá - 'Ki ṓjṓ dá: o dia pode ser (claramente previsível), calendário'.
O calendário 8000-10000 antes de Cristo é simbólico. Foi criado por acadêmicos apenas para simbolizar que a cultura iorubá é antiga. Os tradicionais iorubas não conhecem este calendário.
| Ocudu 10053 / junho 2011 |      |     |     |     |     |     |     |     |     |     |
| Oxé                      | 91st | 1st | 2nd | 3rd | 4th | 5th | 6th | 7th | 8th | 9th |
| Ojô-Xangô /Jacutá        |      | 2   | 3   | 4   | 5   | 6   | 7   | 8   | 9   | 10  |
| Ojô-Orumilá / Ifá / Auô  |      | 11  | 12  | 13  | 14  | 15  | 16  | 17  | 18  | 19  |
| Ojô-Ogum                 |      | 20  | 21  | 22  | 23  | 24  | 25  | 26  | 27  | 28  |
| Ojô-Obatalá              | 1    | 29  | 30  |     |     |     |     |     |     |     |

O calendário tradicional iorubá (Cojodá) tem uma semana de 4 dias e 91 semanas no ano. O ano iorubá vai desde 03 de junho de um ano do calendário gregoriano a 2 de junho do ano seguinte. De acordo com o calendário elaborado pelo pensador, Remi-Niyi Alaran, o ano gregoriano 2011 AD é o ano 10053 dos registros iorubanos de tempo.  Com as invasões culturais britânica e européia coloniais, veio a necessidade de conciliar com o calendário gregoriano: O povo iorubá também mede o tempo em sete dias por semana e 52 semanas por ano. O calendário 8000-10000 antes de Cristo é simbólico. Foi criado por acadêmicos apenas para simbolizar que a cultura iorubá é antiga. Os tradicionais iorubas não conhecem este calendário. 
| Ocudu 10053 / junho 2011 |               |      |      |      |      |      |
| Oxé                      | semana        | 22nd | 23rd | 24th | 25th | 26th |
| Ojô-Aicu                 | Domingo       |      | 5    | 12   | 19   | 26   |
| Ojô-Ajé                  | Segunda-feira |      | 6    | 13   | 20   | 27   |
| Ojô-Ixegum               | Terça-feira   |      | 7    | 14   | 21   | 28   |
| Ojô-Riru                 | Quarta-feira  | 1    | 8    | 15   | 22   | 29   |
| Ojô-Rubó                 | Quinta-feira  | 2    | 9    | 16   | 23   | 30   |
| Ojô-Eti                  | Sexta-feira   | 3    | 10   | 17   | 24   |      |
| Ojô-Abametá              | Sábado        | 4    | 11   | 18   | 25   |      |

Os dias são: Ojô-Orumilá/Ifá, Ojô-Xangô/Jacutá, Ojô-Ogum, e Ojô-Obatalá. Os meses são: Sere (Janeiro), Erelê (Fevereiro), Erená (Março), Ibê (Abril), Ebibi (Maio), Ocudu (Junho), Agemô (Julho). Ogum (Agosto), Ouerê (Oueuê) (Setembro), Ouara (Ouaua) (Outubro), Belu (Novembro), e Opê (Dezembro).

## Meses

### Erele / Fevereiro
Olocum = Orixá de Ocum, os mares ou oceanos profundos, padroeiro dos marinheiros, e guardião das almas perdidas no mar.
Erele/Fev 21-25

### Erená / Março
Ritos anuais de passagem para os homens.
Erená/Março 12 – 28 
Odudua (odudu, o pigmento escuro; ni ewa, é a beleza) / Iabê (iá, mãe; abê, que recebe) = Orixá da Terra e matriarca do Aiê. Odudua dota o pigmento da pele de ébano escuro que concede maiores presentes da espiritualidade, beleza e inteligência ao portador. A essência do amor procriador.
Erená/Março 15 – 19
Oxóssi = Orixá da aventura e a caça.
Erená/Março 21 – 24:

### Ibê / Abril
Ogum = orixá do metal e artesanato de guerra e de engenharia. O guardião da verdade e executor da justiça, como tal patrono das profissões jurídicas e de aconselhamento que deve jurar defender a verdade ao morder um pedaço de metal.
Oxum = Orixá da Fertilidade e guardiã da essência feminina, que orienta gestações a termo.
O Ibê inicia no último sábado de abril, durante 5 dias.
O início da estação chuvosa (primavera)

### Ebibi / Maio
Egungum (Comemoração dos Ancestrais, incluindo fundadores da comunidade e mortos ilustres.
O Ebibi: começa no último sábado de maio, durante 7 dias

### Ocudu / Junho
- Ocudu 03:O início do Ano Novo iorubá (2008 é o ano da cultura iorubá 10050)

- Ocudu 7 - 8: Saponá (orixá da doença) E Oçânhim (orixá da medicina e patrono das profissões de cura: osan, tarde; yin, cura)

- Okudu 10 - 23: Rito de passagem anual para as mulheres.

- Ocudu 18 - 21: Iemanjá = matriarca do Orum-Rerê). Odudua deu à luz um menino Aganju (Terra) e Iemanjá (Água) de casamento com Obatalá. Iemanjá por sua vez, deu origem a muitos outros Orixás. O antigo reino Ilê-Ifé surgiu em seu local de enterro.

### Agemô / Julho
Orumilá / Ifá = orixá da Divinação e fundador das ciências Ifá, cuja adivinhação é com 16 sementes de palmeira.  Encontro em massa dos iorubás.
Agẹmo: primeira e segunda semanas em Julho.
Ocô (Agricultura) colheita da nova safra Yam (inhame). 
Elebá-Bará (Elebá, aquele que tem o poder de apreender) / Exu (shu, para liberar a partir de ejeção; ara o corpo) = orixá de essência masculina e Poder, que é o grande comunicador e mensageiro da vontade de Olodumarê. Nenhuma mulher deve Bará (ba ra, esfregar com, ter relações sexuais com) um homem que não fez Icolá, (circuncisão: ike, corte; ola, que salva) em sacrifício a Elebá.
Agemô, segundo fim de semana de julho
Xangô (xã, para atacar:/ Jacutá: ja, lutar; pẹlu ocutá, com pedras). O Orixá de Energia - Ara (Trovão) e Manamana, fazer fogo (relâmpago), cuja adivinhação é com 16 búzios e cujo mensageiro e portador de água é Oxumarê (o arco-íris).
Agemô: terceira semana de julho

### Ogum / Agosto
Obatalá = (Obá, possuir; ti ala, de visões ou Orixanlá, o principal Orixá). Patriarca de Orum-Rerê, o céu dos espíritos ancestrais preciosos e benéficos.  Como Olodumarê é muito poderoso e ocupado para se  preocupar com os assuntos de qualquer ser vivo. Obatalá funciona como o principal emissário de Olodumarê no Aiê, e é o guardião da cultura iorubá. O aso-ala (pano branco) usado por iniciados de Obatalá são para significar a necessidade de ser puro de intenção e ação: A punição recorrente para desajustados sociais era tentar manter pano branco limpo em clima tropical e empoeirado da África. A apropriação indevida de conexão aso-ala para Obatalá foi / é uma grande arma contra o iorubá em sua resistência psicológica de invasão estrangeira, como cristãos e islâmicos convertidos foram/são doutrinados que qualquer coisa considerada "branca" é puro: a noção de que também se tornou um princípio fundamental da supremacia racialista
Ogum: última semana de agosto

### Ouar / Outubro
Oiá (orixá do (rio Níger) cujo mensageiro é Afefê (o Vento), e guardiã da passagem entre o mundo físico (Aiê) e o reino espiritual (Orum).
Ouaro
Oxum (orixá do rio Oxum) e padroeira do (soberano) da nação Ijebu
Ọwaro, terceiro fim de semana de outubro
O início da estação seca (outono)
Xigidi (orixá de Orum-Apadi, o reino dos espíritos instáveis e os fantasmas dos mortos que deixaram Aiê e são abandonados de Orum-Rerê. Guardião de pesadelos e padroeiro dos assassinos.
Solene luz de velas para orientar o inquieto longe de sua residência, então eles se instalam em suas bonecas ou outros brinquedos.
Ouaró 30 Dia Mundial da escravidão?

### Òpé / Dezembro
Obajulaiê (orixá de Souô (Comércio) e ouô (riqueza)).
Òpé 15
O início da segunda estação seca (solstício de inverno)